# Jan Konstantin Kessler
Jan Konstantin Kessler (5. září 1892 Hluk – 8. dubna 1943 Berlín) byl československý legionář, plukovník zdravotnické služby (generál zdravotnické služby in memoriam), překladatel, člen Ústředního vedení Obrany národa, popravený nacisty.

## Život
Vystudoval gymnázium (v letech 1902 až 1910) ve Starém Brně. Poté vystudoval osm semestrů na Lékařské fakultě Univerzity Karlovy v Praze. Dne 1. 7. 1913 se v rámci vojenské základní služby stal jednoročním dobrovolníkem u 28. c. k. pěšího pluku v Innsbrucku, dělal zdravotníka. V 1. světové válce bojoval na srbské a ruské frontě. U Smolníka byl zajat a poté dělal lékaře v ruských zajateckých táborech. Dne 3. 3. 1916 vstoupil do Československého voska na Rusi. Mj. se zúčastnil bitvy u Bachmače a sibiřské anabáze. Po návratu do vlasti si dokončil lékařské vzdělání a stal se vojenským lékařem z povolání.
Byl též překladatelem z ruštiny; přeložil např. knihu Nikolaje Alexejeviče Sokolova Zavraždění carské rodiny. Po německé okupaci Čech, Moravy a Slezska byl jedním z vedoucích příslušníků odbojové organizace Obrana národa. Od konce roku 1940 se ukrýval na různých místech. Byl však zatčen a dne 5. srpna 1942 byl odsouzen k trestu smrti. Dne 8. dubna 1943 byl v Berlíně, Plötzensee popraven gilotinou.

## Vyznamenání
- Československý válečný kříž 1914–1918
- Řád sokola, s meči
- Československá revoluční medaile
- Československá medaile Vítězství
- Československý válečný kříž 1939 in memoriam